# Ceccano
Ceccano là một đô thị thuộc tỉnh Frosinone trong vùng Lazio nước Ý. Đô thị này có diện tích 60 km², dân số cuối năm 2004 là 22.469 người.
Đô thị này giáp các đô thị sau: Arnara, Castro dei Volsci, Frosinone, Giuliano di Roma, Patrica, Pofi, Villa Santo Stefano.